# Дульса Арагонская
Дульса Арагонская (Барселонская, исп. Dulce de Aragón, порт. Dulce Berenguer de Barcelona, 1160 — 1 сентября 1198) — королева Португалии.

## Биография
Дульса была дочерью барселонского графа Рамона Беренгера IV и королевы Арагонской Петронилы, сестрой короля Альфонсо II Арагонского и графа Прованского Рамона Беренгера III. В 1175 году была выдана за португальского инфанта Саншу. Их брак должен был укрепить союз Португалии и Арагона против мавров, а также Кастилии и Леона. В 1185 году Саншу стал королём, а Дульса соответственно королевой. По-видимому, ей фактически принадлежали некоторые португальские земли. Умерла и похоронена в Коимбре.

## Дети
- Тереза (1178—1250) — королева Леона, жена Альфонсо IX, беатифицирована католической церковью..
- Санша (1180—1229) — аббатиса, беатифицирована католической церковью.
- Раймундо (ок. 1180—1189) — умер в детстве.
- Констанса (1182—1202) — умерла незамужней.
- Афонсу II (1185—1223) — король Португалии.
- Педру (1187—1258) — граф Урхельский.
- Фердинанд (1188—1233) — граф Фландрии.
- Энрике (1189) — умер новорождённым.
- Бранка (1192—1240) — сеньора Гвадалахары.
- Беренгария (1194—1221) — королева Дании, жена Вальдемара II.
- Мафалда (1195—1257) — королева Кастилии, жена Энрике I, беатифицирована католической церковью.